# Edge of Thorns
Edge of Thorns es el octavo álbum de estudio de la banda estadounidense Savatage, publicado en abril de 1993 por Atlantic Records. Es el último álbum de la banda con el guitarrista Criss Oliva y el primero con el cantante Zachary Stevens, quien reemplazó a Jon Oliva.

## Lista de canciones
Todas compuestas por Criss Oliva, Jon Oliva y Paul O'Neill.

| Original CD release |                       |          |  |
| N.º                 | Título                | Duración |  |
| 1.                  | «Edge of Thorns»      | 5:54     |  |
| 2.                  | «He Carves His Stone» | 4:14     |  |
| 3.                  | «Lights Out»          | 3:10     |  |
| 4.                  | «Skraggy's Tomb»      | 4:22     |  |
| 5.                  | «Labyrinths»          | 1:29     |  |
| 6.                  | «Follow Me»           | 5:08     |  |
| 7.                  | «Exit Music»          | 3:05     |  |
| 8.                  | «Degrees of Sanity»   | 4:36     |  |
| 9.                  | «Conversation Piece»  | 4:10     |  |
| 10.                 | «All That I Bleed»    | 4:41     |  |
| 11.                 | «Damien»              | 3:53     |  |
| 12.                 | «Miles Away»          | 5:06     |  |
| 13.                 | «Sleep»               | 3:52     |  |

## Créditos
- Zachary Stevens – voz
- Criss Oliva – guitarra
- Johnny Lee Middleton – bajo
- Steve "Doc" Wacholz – batería